# Renovar a Europa
Renovar a Europa (em inglês: Renew Europe) (anteriormente Aliança dos Liberais e Democratas pela Europa) é um grupo parlamentar no Parlamento Europeu criado a 14 de Julho de 2004,  composto pelo Partido da Aliança dos Democratas e Liberais pela Europa e pelo Partido Democrata Europeu. É actualmente o quarto maior grupo no Parlamento Europeu. O líder do grupo é Guy Verhofstadt.
Em 12 de julho de 2019, o grupo liberal e o partido Renascimento (partido do presidente francês Emmanuel Macron) anunciaram o novo nome de Renovar a Europa/Renew Europe.

## Nomes
- Grupo Liberal Democrata (1979-1985)
- Grupo Liberal Democrata e Reformista (1985-1994)
- Grupo do Partido Liberal Democrata e Reformista Europeu (1994-2004)
- Aliança dos Liberais e Democratas pela Europa (2004-2019)
- Renovar a Europa (2019-actualidade)

## Deputados por legislatura
| Data | Deputados | +/- | Notas                              |
| ---- | --------- | --- | ---------------------------------- |
| 1979 | 40 / 410  |     |                                    |
| 1984 | 31 / 434  | 9   |                                    |
| 1989 | 49 / 518  | 18  |                                    |
| 1994 | 43 / 567  | 6   |                                    |
| 1999 | 50 / 626  | 7   |                                    |
| 2004 | 86 / 732  | 36  |                                    |
| 2009 | 84 / 736  | 2   |                                    |
| 2014 | 67 / 751  | 17  |                                    |
| 2019 | 108 / 751 | 41  | Antes do Brexit (Até 31/01/2020)   |
| 2019 | 98 / 705  | 10  | Depois do Brexit (Após 31/01/2020) |
| 2024 | 77 / 720  | 21  |                                    |

## Membros (2019-2024)
| País          | Partido | Partido                                       | Afiliação | Afiliação                                    | Deputados |
| ------------- | ------- | --------------------------------------------- | --------- | -------------------------------------------- | --------- |
| Alemanha      |         | Partido Democrático Liberal                   |           | Partido da Aliança dos Liberais e Democratas | 5 / 96    |
| Alemanha      |         | Eleitores Livres                              |           | Partido Democrata Europeu                    | 3 / 96    |
| Áustria       |         | NEOS - A Nova Áustria                         |           | Partido da Aliança dos Liberais e Democratas | 2 / 20    |
| Bélgica       |         | Movimento Reformador                          |           | Partido da Aliança dos Liberais e Democratas | 3 / 21    |
| Bélgica       |         | Liberais e Democratas Flamengos               |           | Partido da Aliança dos Liberais e Democratas | 2 / 21    |
| Bélgica       |         | Les Engagés                                   |           | Partido Democrata Europeu                    | 1 / 21    |
| Bulgária      |         | Movimento pelos Direitos e Liberdades         |           | Partido da Aliança dos Liberais e Democratas | 3 / 17    |
| Bulgária      |         | Nós Continuamos a Mudança                     |           | Nenhuma                                      | 2 / 17    |
| Dinamarca     |         | Venstre-Partido Liberal da Dinamarca          |           | Partido da Aliança dos Liberais e Democratas | 2 / 15    |
| Dinamarca     |         | Moderados                                     |           | Nenhuma                                      | 1 / 15    |
| Dinamarca     |         | Partido Social-Liberal                        |           | Partido da Aliança dos Liberais e Democratas | 1 / 15    |
| Eslováquia    |         | Eslováquia Progressista                       |           | Partido da Aliança dos Liberais e Democratas | 6 / 15    |
| Eslovênia     |         | Movimento Liberdade                           |           | Nenhuma                                      | 2 / 9     |
| Espanha       |         | Partido Nacionalista Basco                    |           | Partido Democrata Europeu                    | 1 / 61    |
| Estónia       |         | Partido do Centro Estónio                     |           | Partido da Aliança dos Liberais e Democratas | 1 / 7     |
| Estónia       |         | Partido Reformista Estónio                    |           | Partido da Aliança dos Liberais e Democratas | 1 / 7     |
| Finlândia     |         | Partido do Centro                             |           | Partido da Aliança dos Liberais e Democratas | 2 / 15    |
| Finlândia     |         | Partido Popular Sueco da Finlândia            |           | Partido da Aliança dos Liberais e Democratas | 1 / 15    |
| França        |         | Renascimento                                  |           | Nenhuma                                      | 6 / 81    |
| França        |         | Movimento Democrático                         |           | Partido Democrata Europeu                    | 3 / 81    |
| França        |         | Horizontes                                    |           | Nenhuma                                      | 2 / 81    |
| França        |         | União dos Democratas e Independentes          |           | Partido da Aliança dos Liberais e Democratas | 1 / 81    |
| França        |         | Sandro Gozi                                   |           | Partido Democrata Europeu                    | 1 / 81    |
| Irlanda       |         | Fianna Fáil                                   |           | Partido da Aliança dos Liberais e Democratas | 4 / 14    |
| Irlanda       |         | Irlanda Independente                          |           | Partido Democrata Europeu                    | 1 / 14    |
| Irlanda       |         | Michael McNamara (Independente)               |           | Nenhuma                                      | 1 / 14    |
| Letônia       |         | Pelo Desenvolvimento da Letónia               |           | Partido da Aliança dos Liberais e Democratas | 1 / 9     |
| Lituânia      |         | Movimento Liberal                             |           | Partido da Aliança dos Liberais e Democratas | 1 / 11    |
| Lituânia      |         | Partido da Liberdade                          |           | Partido da Aliança dos Liberais e Democratas | 1 / 11    |
| Luxemburgo    |         | Partido Democrata                             |           | Partido da Aliança dos Liberais e Democratas | 1 / 6     |
| Países Baixos |         | Partido Popular para a Liberdade e Democracia |           | Partido da Aliança dos Liberais e Democratas | 4 / 31    |
| Países Baixos |         | Democratas 66                                 |           | Partido da Aliança dos Liberais e Democratas | 3 / 31    |
| Polónia       |         | Polónia2050                                   |           | Nenhuma                                      | 1 / 53    |
| Portugal      |         | Iniciativa Liberal                            |           | Partido da Aliança dos Liberais e Democratas | 2 / 21    |
| Roménia       |         | União Salvar a Roménia                        |           | Partido da Aliança dos Liberais e Democratas | 2 / 33    |
| Roménia       |         | Partido do Movimento Popular                  |           | Partido Popular Europeu                      | 1 / 33    |
| Suécia        |         | Partido do Centro                             |           | Partido da Aliança dos Liberais e Democratas | 2 / 21    |
| Suécia        |         | Liberais                                      |           | Partido da Aliança dos Liberais e Democratas | 1 / 21    |